# Kenny Ortega
Pour les articles homonymes, voir Ortega.
Kenneth John Ortega dit Kenny Ortega, né le 18 avril 1950 à Palo Alto en Californie, est un réalisateur, chorégraphe et producteur américain. Il travaille notamment en télévision et pour le cinéma mais est également connu pour des clips vidéos et pour avoir mis en scène plusieurs tournées d'artistes célèbres.
Il a beaucoup travaillé pour les studios Disney pour qui il réalise les films Newsies et Hocus Pocus : Les Trois Sorcières, les trilogies High School Musical et Descendants, le téléfilm Les Cheetah Girls 2 ainsi que la mise en scène des tournées High School Musical: The Concert et Best of Both Worlds Tour de Hannah Montana/Miley Cyrus.
Il est l'un des principaux collaborateurs de Michael Jackson et Gloria Estefan pour leurs tournées. Il a également collaboré avec Cher mais aussi avec Madonna ou encore Elton John pour les chorégraphies de certains clips.

## Filmographie

### Cinéma
| Année | Film                                                      | Tâche                                          |
| ----- | --------------------------------------------------------- | ---------------------------------------------- |
| 1980  | Xanadu                                                    | Chorégraphe                                    |
| 1982  | Coup de cœur                                              | Chorégraphe                                    |
| 1985  | St. Elmo's Fire                                           | Chorégraphe                                    |
| 1986  | Rose Bonbon                                               | Chorégraphe                                    |
| 1986  | La Folle Journée de Ferris Bueller                        | Chorégraphe                                    |
| 1987  | Dirty Dancing                                             | Chorégraphe                                    |
| 1988  | Salsa                                                     | Chorégraphe                                    |
| 1989  | Shag                                                      | Chorégraphe                                    |
| 1992  | Newsies                                                   | Réalisateur et chorégraphe                     |
| 1993  | Hocus Pocus : Les Trois Sorcières                         | Réalisateur                                    |
| 1995  | Extravagances                                             | Chorégraphe                                    |
| 1998  | Excalibur, l'épée magique                                 | Chorégraphe                                    |
| 2008  | High School Musical 3 : Nos années lycée                  | Réalisateur, chorégraphe et producteur délégué |
| 2008  | Hannah Montana et Miley Cyrus : Le Film concert événement | Chorégraphe                                    |
| 2009  | Michael Jackson's This Is It                              | Réalisateur et producteur                      |
| 2017  | A Change of Heart                                         | Réalisateur                                    |

### Téléfilms
| Année | Téléfilm                                                    | Tâche                                          |
| ----- | ----------------------------------------------------------- | ---------------------------------------------- |
| 2006  | High School Musical : Premiers Pas sur scène                | Réalisateur et chorégraphe                     |
| 2006  | Les Cheetah Girls 2                                         | Réalisateur et chorégraphe                     |
| 2007  | High School Musical 2                                       | Réalisateur, chorégraphe et producteur         |
| 2015  | Descendants                                                 | Réalisateur, chorégraphe et producteur délégué |
| 2016  | The Rocky Horror Picture Show: Let's Do the Time Warp Again | Réalisateur et chorégraphe                     |
| 2017  | Descendants 2                                               | Réalisateur, chorégraphe et producteur délégué |
| 2019  | Descendants 3                                               | Réalisateur, chorégraphe et producteur délégué |

### Séries télévisées
| Année     | Série                             | Tâche                                          | Épisodes           |
| --------- | --------------------------------- | ---------------------------------------------- | ------------------ |
| 1988      | Dirty Dancing                     | Réalisateur                                    | 2 épisodes         |
| 1990      | Hull High                         | Réalisateur, chorégraphe et producteur délégué | 2 épisodes         |
| 1996      | La Famille du bonheur             | Réalisateur                                    | 1 épisode          |
| 1998-1999 | Chicago Hope : La Vie à tout prix | Réalisateur                                    | 2 épisodes         |
| 2000      | Resurrection Blvd.                | Réalisateur                                    | 1 épisode          |
| 2001      | Parents à tout prix               | Réalisateur                                    | 1 épisode          |
| 2001-2002 | Ally McBeal                       | Réalisateur                                    | 3 épisodes         |
| 2002-2006 | Gilmore Girls                     | Réalisateur                                    | 11 épisodes        |
| 2009      | Legally Mad                       | Réalisateur                                    | Pilote non diffusé |
| 2011      | The Playboy Club                  | Réalisateur                                    | 1 épisode          |
| 2012      | Bunheads                          | Réalisateur                                    | 1 épisode          |
| 2016      | Crazy Ex-Girlfriend               | Réalisateur                                    | 1 épisode          |
| 2018      | Andi                              | Réalisateur                                    | 1 épisode          |
| 2020      | Julie and the Phantoms            | Chorégraphe et producteur délégué              | 9 épisodes         |
| 2020      | Julie and the Phantoms            | Réalisateur                                    | 5 épisodes         |

## Émissions spéciales
| Année | Titre                                       | Chaîne   | Tâche      |
| ----- | ------------------------------------------- | -------- | ---------- |
| 2018  | Hocus Pocus 25th Anniversary Halloween Bash | Freeform | Producteur |

## Tournées
| Année     | Artiste                                                 | Tournées                         | Tâche                         |
| --------- | ------------------------------------------------------- | -------------------------------- | ----------------------------- |
| 1989-1990 | Cher                                                    | Heart of Stone Tour              | Réalisateur                   |
| 1991-1992 | Gloria Estefan                                          | Into The Light World Tour        | Chorégraphe                   |
| 1992-1993 | Michael Jackson                                         | Dangerous World Tour             | Réalisateur                   |
| 1996-1997 | Gloria Estefan                                          | Evolution World Tour             | Chorégraphe                   |
| 1996-1997 | Michael Jackson                                         | HIStory World Tour               | Réalisateur                   |
| 2003      | Gloria Estefan                                          | Live & Unwrapped                 | Réalisateur et chorégraphe    |
| 2004      | Gloria Estefan                                          | Live & Re-Wrapped Tour           | Chorégraphe                   |
| 2006      | La troupe de The Boy from Oz pour la tournée des stades | The Boy from Oz                  | Réalisateur et chorégraphe    |
| 2006-2007 | La distribution de High School Musical                  | High School Musical: The Concert | Réalisateur                   |
| 2007-2008 | Hannah Montana / Miley Cyrus                            | Best of Both Worlds Tour         | Réalisateur et chorégraphe    |
| 2009      | Michael Jackson                                         | This Is It                       | Réalisateur - Tournée annulée |

## Récompenses et distinctions
- 1991 : Nommé à l'Emmy Award pour sa composition du thème musical de Hull High
- 1993 : Nommé au Razzie Awards dans la catégorie Pire réalisateur de Newsies
- 2001 : Nommé à l'Emmy Award pour sa chorégraphie de Grounded for Life
- 2002 : Emmy Award pour sa chorégraphie de XIX Winter Olympics Opening Ceremony
- 2002 : Nommé à l'Emmy Award pour sa composition variée de XIX Winter Olympics Opening Ceremony
- 2006 : Emmy Award pour sa chorégraphie de High School Musical
- 2006 : Nommé à l'Emmy Award pour sa réalisation de High School Musical
- 2007 : DGA Award pour High School Musical